# Comunitat urbana d'Alençon
La Comunitat urbana d'Alençon (en francés: Communauté urbaine d'Alençon) és una estructura intercomunal francesa dels departaments d'Orne i Sarthe.
Creada al 1997, està formada per 34 municipis i la seu es troba a Alençon.

## Municipis
1. Alençon
2. Arçonnay
3. Cerisé
4. Champfleur
5. Chenay
6. Ciral
7. Colombiers
8. Condé-sur-Sarthe
9. Cuissai
10. Damigny
11. Écouves
12. La Ferrière-Bochard
13. Fontenai-les-Louvets
14. Gandelain
15. Héloup
16. Lalacelle
17. Larré
18. Livaie
19. Longuenoë
20. Lonrai
21. Ménil-Erreux
22. Mieuxcé
23. Pacé
24. La Roche-Mabile
25. Saint-Céneri-le-Gérei
26. Saint-Denis-sur-Sarthon
27. Saint-Didier-sous-Écouves
28. Saint-Ellier-les-Bois
29. Saint-Germain-du-Corbéis
30. Saint-Nicolas-des-Bois
31. Saint-Paterne - Le Chevain
32. Semallé
33. Valframbert
34. Villeneuve-en-Perseigne